# Robert Main

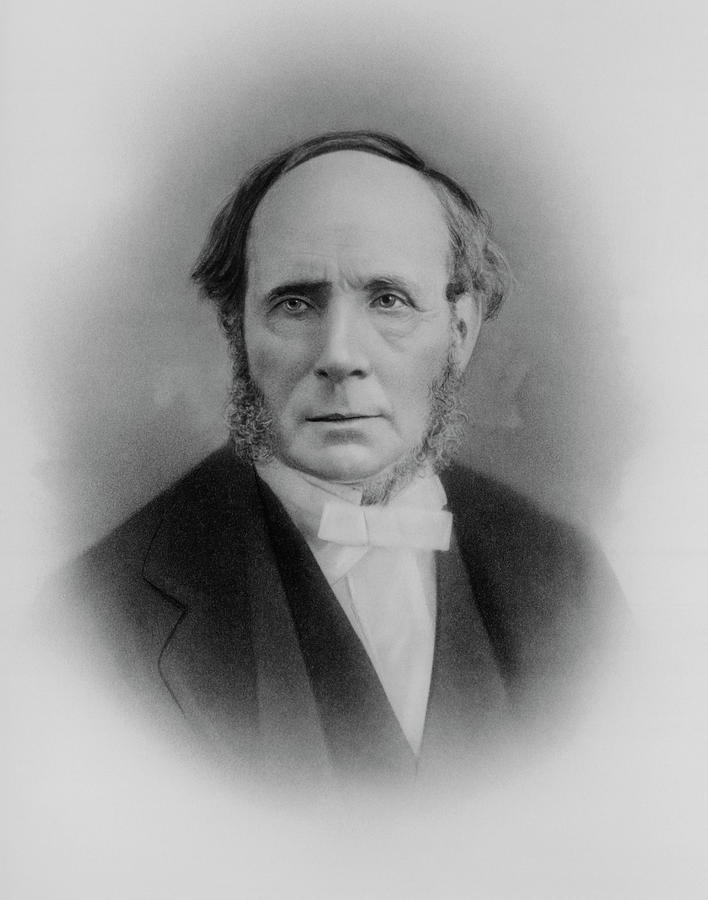
Reverend Robert Main

Robert Main (* 12. Juli 1808 in Upnor, Kent; † 9. Mai 1878 in Oxford) war ein englischer Astronom.

## Leben

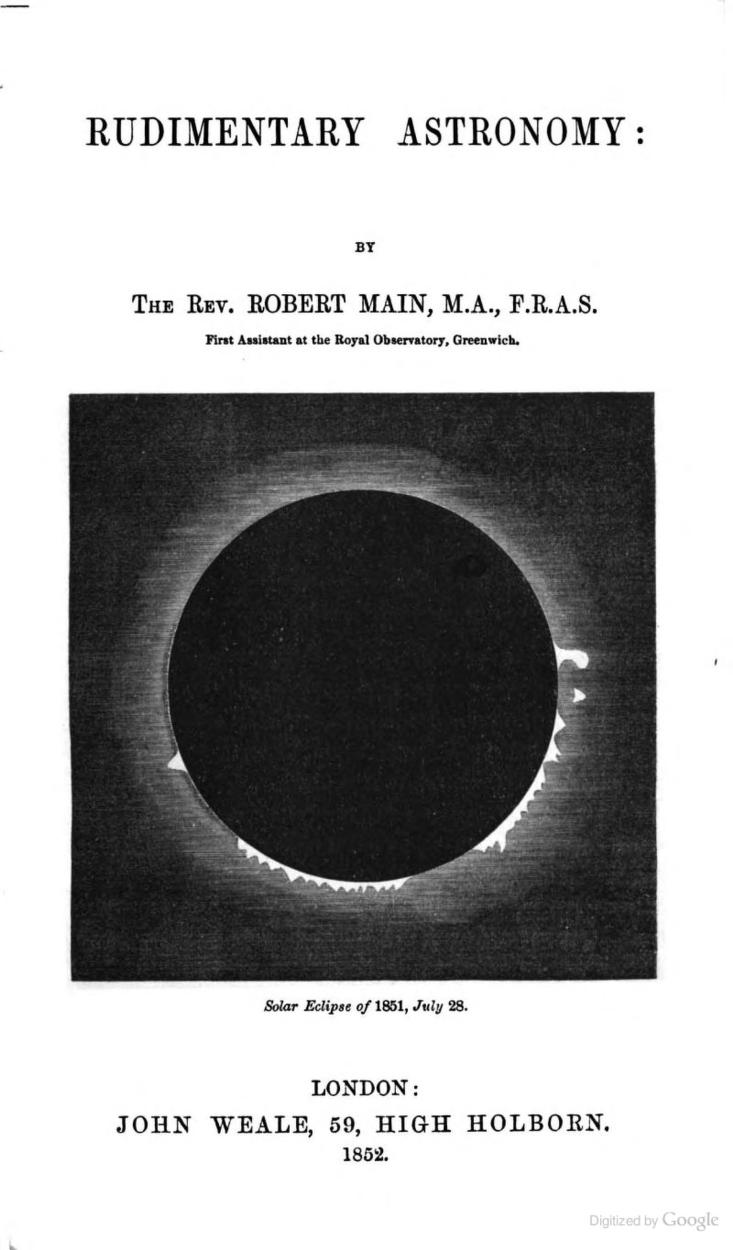
Rudimentary Astronomy

Robert Main wurde am 12. Juli 1808 als ältester Sohn von Thomas und Elizabeth Main in Upnor geboren. Nach seiner Schulausbildung arbeitete er zunächst als Lehrer, bis er sich 1831 am Queens’ College der Universität von Cambridge einschrieb und dort 1884 sein Mathematikstudium abschloss.
Im Jahre 1835 wurde Main von George Biddell Airy zum ersten Assistenten an das Royal Greenwich Observatory in London berufen, wo er bis 1860 blieb und neben seinen astronomischen Forschungen die Bände des Observatoriums herausgab. 1860 wurde er Nachfolger von Manuel John Johnson (1805–1859) als Astronom am Radcliffe-Observatorium und wechselte daher nach Oxford. Diese Stelle hatte er bis zu seinem Lebensende inne.
In seiner astronomischen Arbeit beschäftigte sich Main während seiner Greenwich-Zeit zunächst mit den Bahnelementen der Venus. In einer längeren, 1842 in den Memoirs of the Royal Astronomical Society erschienenen Arbeit fasste er das damalige Wissen über Parallaxen von Fixsternen zusammen, worin er sich besonders mit der kürzlich von Bessel gefundenen Parallaxe von 61 Cygni auseinandersetzte. Von 1841 bis 1846 war Main Ehrensekretär der Royal Astronomical Society und anschließend deren Vizepräsident. Ab 1850 befasste er sich mit Eigenbewegungen von Sternen, dem Planeten Saturn und der Aberration von Gamma Draconis, seine letzte Arbeit am Greenwich-Observatorium betraf die Bewegung des Mondes. 1858 wurden seine astronomischen Forschungen mit der Goldmedaille der Royal Astronomical Society gewürdigt, von 1859 bis 1961 war er Präsident der Royal Astronomical Society.
Im Jahre 1860 endete seine Stellung am Greenwich-Observatorium und Main trat die Stellung als Astronom am Radcliffe-Observatorium an. In seiner ersten astronomischen Arbeit dort beschrieb er Beobachtungen von Bedeckungen einiger Jupiter-Monde. Er beendete die von seinem Vorgänger begonnene Arbeit von erneuten Sternbeobachtungen, die als sogenannter zweiter Radcliffe-Katalog bekannt wurde. Main beobachtete Planeten, Sternbedeckungen durch den Mond und Sonnenflecken, die er für einen Planeten innerhalb der Merkurbahn hielt. Er bestimmte den Marsdurchmesser auf 4332 Meilen (zirka 6972 km), was dem heutigen Wert schon recht nahe kommt.
1838 heiratete er Mary Kelland. Aus der Ehe gingen drei Söhne hervor, Robert (7. Februar 1839), Philip Thomas (22. April 1840) und Francis (27. Februar 1843).
Main war ordinierter Priester der Church of England, weshalb er auch als Reverend Robert Main zitiert wird. Er predigte während seiner Greenwich-Zeit in der St. Mary’s Church, zwölf seiner Predigten veröffentlichte er kurz vor seinem Weggang nach Oxford als Buch, siehe nachfolgende Bücherliste.
Robert Main starb am 9. Mai 1878 im Alter von 69 Jahren und wurde auf dem St Sepulchre’s Cemetery begraben.

## Bücher
Robert Main ist der Verfasser folgender Lehrbücher:
- Robert Main: Rudimentary Astronomy (Elementare Astronomie). John Weale, London 1852 (englisch, archive.org).
- Robert Main: Twelve Sermons preached on various Occasions at the Church of St. Mary, Greenwich (Zwölf an der St. Mary Church in Greenwich zu verschiedenen Anlässen gehaltene Predigten). Deighton, Bett and Co., Cambridge Januar 1860 (englisch).
- Robert Main: Practical and spherical astronomy, for the use chiefly of students in the universities (Praktische und spärische Astronomie, hauptsächlich für die Verwendung durch Universitätsstudenten). Deighton, Bell and Co., Cambridge 1863 (englisch, archive.org).

## Ehrungen
- 1858 wurde Robert Main mit der Goldmedaille der Royal Astronomical Society ausgezeichnet.[9]
- Von 1859 bis 1861 war er Präsident der Royal Astronomical Society.[10]
- Am 7. Juni 1860 wurde Main zum Fellow der Royal Society gewählt.[11]
- Im Jahre 1935 benannte die Internationale Astronomische Union den Mondkrater Main offiziell nach Robert Main.[12]
- 1973 benannte die Internationale Astronomische Union auch den Marskrater Main nach Robert Main.[13]